# Richard Schuil
Richard Schuil (Leeuwarden, 2 mei 1973) is een voormalige Nederlandse volleybalinternational die tot de 'gouden generatie' behoort die in 1996 olympisch kampioen werd in Atlanta, en later actief werd als beachvolleyballer. Hij deed vijfmaal mee aan de Olympische Spelen. Driemaal deed hij mee als volleyballer en tweemaal als beachvolleyballer. Schuil is getrouwd met oud-volleybalster Elke Wijnhoven.
Zijn olympisch debuut maakte hij in 1996 op de Olympische Spelen van Atlanta, waar hij als stand-in van Olof van der Meulen met het Nederlands team goud veroverde bij het volleybal door Italië in de finale te verslaan. "Die medaille heeft me in het zadel geholpen", erkende hij later tegenover de Volkskrant. "Ik ging als olympisch kampioen naar de Italiaanse Serie A. Een jaar later werden we Europees kampioen en speelde ik het toernooi van mijn leven. Voor jongens als Ron Zwerver was goud het gedroomde slot van hun loopbaan, de Spelen van Atlanta gaven mijn carrière juist een kickstart."
In 2000 werd hij bij de Zomerspelen in Sydney met het Nederlands team vijfde en vier jaar later was hij lid van het Nederlands team dat op de Zomerspelen in Athene ex aequo negende werd.
Na de Olympische Spelen in Athene stapte Schuil met Reinder Nummerdor over naar het beachvolleybal. Op de Olympische Spelen van Peking in 2008 behaalde hij een gedeelde vijfde plaats. Ook aan de Olympische Zomerspelen 2012 heeft hij meegedaan en werd hij vierde. Die prestatie werd als een teleurstelling ervaren, niet in de laatste plaats door Schuil en Nummerdor zelf. "We hadden in Londen minstens de finale moeten halen", zei de eerste later. "Reinder en ik hebben elkaar niets verweten. Het was jammer dat we niet gezamenlijk in topvorm waren."
Op 5 januari 2014 won hij samen met zijn partner Reinder Nummerdor de finale van de Nederlandse kampioenschappen indoor. Hiermee sloot hij zijn profcarrière ook af. Fysiek kon hij het nog wel aan, maar hij was trainingsmoe.
Peter Blangé · Rob Grabert · Guido Görtzen · Henk-Jan Held · Misha Latuhihin · Jan Posthuma · Brecht Rodenburg · Richard Schuil · Bas van de Goor · Mike van de Goor · Olof van der Meulen · Ron Zwerver
Peter Blangé · Albert Cristina · Martijn Dieleman · Bas van de Goor · Mike van de Goor · Guido Görtzen · Martin van der Horst · Joost Kooistra · Reinder Nummerdor · Richard Schuil
Rob Bontje · Albert Cristina · Kay van Dijk · Nico Freriks · Dirk-Jan van Gendt · Mike van de Goor · Guido Görtzen · Robert Horstink · Marko Klok · Reinder Nummerdor · Richard Schuil · Jeroen Trommel
Team 1: Reinder Nummerdor · Richard Schuil

Team 2: Emiel Boersma · Bram Ronnes
Reinder Nummerdor · Richard Schuil